# Camille Amet
Pour les articles homonymes, voir Amet.
Camille Amet, né le 28 septembre 1870 à Jarménil (Vosges) et mort le 12 mars 1934 à Remiremont (Vosges), est un homme politique français.

## Biographie
Avocat, propriétaire agricole, neveu par alliance de Jules Méline, Camille Marie Antoine est le fils et petit-fils des maires de Jarménil et propriétaire agricole. Il étudie au collège de Remiremont puis à la faculté de droit de Nancy avant de s(installer comme avocat à Remiremont. Il se marie en 1898 à Isabelle Bluche, fils d'Ernest Bluche, un industriel de textile du Thillot. Il eut trois enfants, Pierre (1899-1973), ingénieur, Suzanne (1908) et André Amet (1912-1986) PDG de Linvosges.
Camille Amet milite à l'Alliance démocratique, étiquette sous laquelle il est élu conseiller municipal en 1900 à 1925. Bien que non-mobilisable en 1914, il s'engage et intègre la justice militaire en 1915 comme capitaine à l'État-Major de la 47e division d'infanterie sur le front des Vosges. Le 15 juillet 1918, il passe à l'État-Major de la 3e armée. À son retour, Camille Amet devient conseiller juridique de l'Union nationale des combattants. Il est élu conseiller général du canton de Remiremont de 1919 à 1934 comme « républicain de gauche ». Il devient député en 1924, sur la liste d'Union républicaine et nationale de Maurice Flayelle. Il s'inscrit finalement à l'Union républicaine et démocratique. Il est réélu en 1928 et 1932 et siège jusqu'à son décès en 1934. Il participe peu à la Chambre hormis sur les questions vosgiennes. Il est membre du bureau de la Société d'agriculture de Remiremont et participe aux réunions de la Société d'agriculture Jules Méline. En 1928, il devient membre du conseil d'administration de la caisse nationale du Crédit agricole.

## Décoration
- Chevalier de la Légion d'honneur (7 octobre 1917)
- Croix de guerre 1914–1918, étoile d'argent
- Croix du Mérite de guerre (1918)